# Delgereh
Delgereh (mongoliska: Дэлгэрэх Сум, Дэлгэрэх, Delgereh Sum) är ett distrikt i Mongoliet.   Det ligger i provinsen Dornogobi, i den östra delen av landet, 400 km sydost om huvudstaden Ulaanbaatar.